# توليبا حلبية
توليبا حلبية هي زهرة توليب برية من عائلة الزنبق. موطنها الأصلي جنوب شرق تركيا وسوريا وبالقرب من بيروت في لبنان.

## وصف
توليبا حلبية (الاسم العلمي: Tulipa aleppensis) تنتمي إلى جنس التوليب (Tulipa) من فصيلة الزنبقيات (Liliaceae). وهي نبات عشبي معمّر ذو بصلة، وتُغطى قشرة البصلة بشعيرات مستقيمة وطويلة، كما أنها تُنتج سوقًا أفقية تُعرف بالسطولونات. أوراق النبات قائمة وذات لون رمادي مائل إلى الأخضر، وغالبًا ما تكون حوافها متموجة. قد يصل طول الورقة إلى 30 سم، وعرضها إلى 5 سم. ينتج النبات زهرة واحدة فقط على شكل كأس، ذات لون أحمر أو قرمزي ساطع من الخارج، وأفتح قليلًا من الداخل. التيبالات (الأجزاء التي لا تُميز بين البتلات والسبلات) مدببة، وتكون الخارجية منها أطول من الداخلية. يمكن أن يصل ارتفاع النبات إلى 45 سم. تُوجد في قاعدة الزهرة لطخة بيضوية الشكل، سوداء اللون وقصيرة نسبيًا، وقد تكون أحيانًا غائبة تمامًا، ونادرًا ما تكون محاطة بحافة صفراء ضيقة. السداة (الخيوط) والمتك أسودان، أما حبوب اللقاح فلونها أصفر. تتفتح الأزهار بين شهري مارس ومايو.

## تاريخ
اكتشف النبات بالقرب من حلب من قبل عالم النبات الألماني كارل هاوسكنشت. وُصف لأول مرة عام 1873 من قبل عالم النبات الألماني إدوارد أوغست فون ريجل.
نظرًا لكون هذا النبات لا يُوجد إلا في الأراضي المزروعة؛ افترض ويلفورد أنه من نوع توليب جديد، ينحدر من نباتات جلبها التجار من آسيا الوسطى. فمدينة حلب تقع في نهاية طريق الحرير في نهاية المطاف.

## روابط خارجية
- موسوعة النباتات الحية، عينة عشبية من الحديقة النباتية الملكية في إدنبرة
- فهرس أسماء الخطة الدولية
- زنابق العالم